# C. M. van den Heever
Pour les articles homonymes, voir Van den Heever.
Christiaan Maurits van den Heever (27 février 1902 - 8 juillet 1957) était un écrivain, un essayiste, un poète et un biographe sud-africain issu de la communauté afrikaner.

## Biographie
C. M. van den Heever est né dans un camp de concentration britannique situé près de Norvalspont dans le nord de la colonie du Cap où sa mère avait été internée durant la seconde guerre des Boers. 
Van den Heever a étudié à l'université de l'État libre d'Orange et à l'université d'Utrecht aux Pays-Bas (1928). Auteur d'une thèse sur Totius (1932), il enseigna à l'université de l'État libre d'Orange puis à celle du Witwatersrand.
Sa carrière littéraire le compta parmi les « Dertigers », les écrivains des années 1930. Il est l'auteur notamment de deux nouvelles en afrikaans intitulés Somer (« été ») et « Laat vrugte » (« derniers fruits ») qui remporta le prix Hertzog en 1942 récompensant la littérature en afrikaans. Il également l'auteur d'une biographie concernant le général James Barry Hertzog.

## Ouvrages

### Romans et nouvelles
- Op die plaas - 1927
- Langs die grootpad  - 1928
- Droogte - 1930
- Groei - 1933
- Somer - 1935
- Kromburg - 1937
- Laat vrugte - 1939
- Gister - 1941
- Van aangesig tot aangesig - 1942
- Anderkant die berge - 1944
- Kringloop van die winde - 1945
- Die held. Roman - 1948
- Marthinus se roem - 1949
- Vannag kom die ryp - 1952
- Dirk se oorwinning - 1952

### Poèmes
- Stemmingsure - 1926
- Die nuwe boord - 1928
- Aardse vlam - 1938

### Biographie
- Generaal JBM Hertzog - 1943

### Textes divers
- Die digter Totius. (thèse) - 1932
- Woestynsand dek die spore. (Aphorismes) - 1946
- Beelde in die stroom. - 1956